# 戦慄
戦慄（せんりつ）は、2007年にエールから発売されたパチスロ（5号機）。保通協に登録された型式名は戦慄DD。

## 概要
エールの第1機種目となるパチスロであり、フィギュアを搭載した最初のパチスロである（メーカー発表による）。台の上部に、120度回転することによって3種類の異なるフィギュア（ドクロ、洋館、棺桶）を見せる役物、その下にリール、さらにその下には液晶が搭載されている。
3枚がけ専用機である。2種類あるボーナスはすべて戦慄ボーナスと称するCTであり、251枚を超える払い出しで終了となる。また3種類ある1枚役（すべて同一フラグ）のいずれかが揃うと、10ゲームの戦慄タイム（RT）に突入する。

## ストーリー
液晶画面では以下のようなストーリーが展開される。台の名前どおり、ホラー映画をモチーフにしている。
- ホテル
- 鍵の部屋
- マネキンの部屋
- 食べる部屋
- サイコロの部屋
- はじまりと終わり
- おままごと
- ウェディングドレス パート1
- ウェディングドレス パート2
- 人間プラモデル
- 命を刻む時計 パート1
- 命を刻む時計 パート2
- 熟睡時計

## ゲーム展開
ドクロが出現すると小役またはリプレイ、もしくはリプレイとボーナスとの重複の予告である。洋館は戦慄タイム中、棺桶は戦慄ボーナス中に出現する。

## 打ち方
通常時、ボーナス中ともに小役の取りこぼしはまったくないので、すべてフリー打ちでかまわない。